# Recueil des Travaux Chimiques des Pays-Bas
Das Journal Recueil des Travaux Chimiques des Pays-Bas wurde 1882 zunächst als „Recueil des Travaux Chimiques des Pays-Bas et de la Belgique“ (ISSN 0370-7539, CODEN: RTCPB4) gegründet und war eine beachtete  wissenschaftlichen Zeitschrift auf dem Gebiet der Chemie.
Gegründet wurde die Zeitschrift von den Wissenschaftlern Eduard Mulder (1832–1924), Antoine Paul Nicolas Franchimont (1844–1919), Willem Anne van Dorp (1847–1914), Sebastiaan Hoogewerff (1847–1934) und Antoine Corneille Oudemans (1831–1895).
Zwischen 1980 (Band 99) und 1984 (Band 103) erschien die Zeitschrift unter dem Namen „Recueil: Journal of the Royal Netherlands Chemical Society“ (ISSN 0165-0513, CODEN: RJRSDK). Im Jahre 1985 (Band 104) kehrte man wieder zum Titel „Recueil des Travaux Chimiques des Pays-Bas“ zurück. Die letzte Ausgabe mit dem Namen war das Heft 11/12 des Bandes 115 im Jahr 1996.
1997 verlegten die Gesellschaft Deutscher Chemiker (GDCh) und die niederländische Koninklijke Nederlandse Chemische Vereniging eine gemeinsame Zeitschrift aus „Chemischen Berichten“ und „Recueil des Travaux Chimiques des Pays-Bas“ unter dem Namen „Chemische Berichte – Recueil“.
1998 erfolgte ein Zusammenschluss mit anderen europäischen Zeitschriften und Ausgliederung der Organischen Chemie, die dann aufging im European Journal of Organic Chemistry. Seither erscheinen die „Chemische Berichte – Recueil“ unter dem Titel European Journal of Inorganic Chemistry.

## Weitere Fusionen
In den Chemie-Zeitschriften  „European Journal of Organic Chemistry“ und  „European Journal of Inorganic Chemistry“ gingen später auch andere Fachzeitschriften aus Europa auf, u. a.
- Anales de Química
- Bulletin de la Société Chimique de France
- Bulletin des Sociétés Chimiques Belges
- Gazzetta Chimica Italiana
- Liebigs Annalen
- Chimika Chronika
- Revista Portuguesa de Química
- ACH-Models in Chemistry